# Joseph Franz von Spengel
Joseph Franz von Spengel (* 7. Februar 1784 in München; † 26. Januar 1851 ebenda) war ein königlich bayerischer Offizier, zuletzt im Rang eines Generalmajors. Er war ab 1810 Träger des Militär-Max-Joseph-Ordens.

## Leben
Joseph Franz Ritter von Spengel war der Sohn von Johann Georg Spengel und dessen Frau Marie, eine geborene Berüff. Sein Vater stand als Hofmusik- und Oberstallmeisterstabssekretär in kurfürstlich bayerischen Diensten. Am 16. November 1801 trat Joseph Franz als Kanonier 3. Klasse in das Artillerieregiment ein und wurde am 11. Juli 1802 zum Korporal befördert.
Am 29. Juni 1805 zum Junker im 4. Chevaulegers-Regiment Bubenhofen ernannt, nahm Spengel mit dieser Einheit 1805 am Feldzug gegen Österreich teil. Bereits am 20. November 1805 erfolgte seine Beförderung zum Unterleutnant. Im Gefecht bei Stecken (5. Dezember 1805) konnte er mit einigen Chevaulegers österreichische Ulanen, die eine bayerische Batterie bedrängten, zurückwerfen. Als Unterleutnant kämpfte er in den Feldzügen von 1806 bis 1807 gegen Russland und Preußen und 1809 während des Fünften Koalitionskrieges gegen Österreich. Am 16. April 1809, beim Rückzug der Division Deroy von Landshut nach Altdorf, erwähnte General Karl Friedrich August von Seydewitz Spengel für seine Leistungen namentlich. In der folgenden Schlacht bei Eggmühl (22. April 1809) konnte Spengel sich erneut auszeichnen. Als der Angriff gegen die österreichischen Stellungen auf den Höhen von Schierling und Eggmühl begann, stand Spengel mit seinem Verband im ersten Treffen. Bei einer Attacke gegen eine Batterie mit 16 Geschützen, die zum Rückzug gezwungen wurde, gelang Spengel die Eroberung mehrerer Kanonen und die Gefangennahme der Bedienungsmannschaft.
Mit Brevet vom 31. Mai 1809 und mit Armeebefehl vom 8. Juni 1809, erhielt Spengel den Orden der französischen Ehrenlegion und wurde am 21. November 1809 zum Oberleutnant befördert. Ein zu Schwaz am 29. Dezember 1809 abgehaltenes Ordenskapitel des Militär-Max-Joseph-Ordens unter Vorsitz von Generalmajor Karl von Vincenti sprach sich einstimmig für die Aufnahme von Spengel in den Orden aus. Mit Armeebefehl vom 22. Oktober 1810 wurde er, für seine Leistungen in der Schlacht bei Eggmühl am 22. April 1809, zum Ritter des Militär-Max-Joseph-Ordens ernannt. Mit der Aufnahme in den Orden war gleichzeitig eine Erhebung in den persönlichen Adelsstand im Königreich Bayern verbunden.
Am 23. Februar 1812 wurde er zum Adjutanten von General Seydewitz ernannt. Im Russlandfeldzug von 1812 erhielt er während des Gefechts von Dolguia (25. Juli 1812) eine schwere Armverwundung. Am 6. März 1813 zum Rittmeister befördert, führte er eine Schwadron in den Feldzügen von 1813 und 1814 gegen Frankreich, wurde am 22. Februar 1815 zum Regiment Garde du Corps versetzt und am 30. April 1818 zum Major befördert. Nach der Aufstellung des 1. Kürassier-Regiments im November 1825, wurde Spengel zu dieser Einheit versetzt. Am 1. Mai 1830 erfolgte seine Beförderung zum Oberstleutnant im 2. Kürassier-Regiment. Im Oktober 1832 übernahm Spengel im Kriegsministerium das Referat über das Armeeremontierungs- und Fohlenhofswesen. Am 31. Mai 1840 wurde er zum Vorstand der Administration der Militärfohlenhöfe ernannt und gleichzeitig zum Oberst befördert. Mit allerhöchstem Signat vom 5. November 1844 erhielt Spengel das Ehrenkreuz des Ludwigs-Ordens und wurde am 7. April 1847 als Generalmajor charakterisiert.
Joseph Franz Ritter von Spengel starb am 26. Januar 1851, im Alter von 66 Jahren, in seiner Geburtsstadt München.